# Церковь Святого Георгия (Смедерево)
Церковь Святого Великомученика Георгия (серб. Црква Светог великомученика Георгија) — храм Браничевской епархии Сербской православной церкви в городе Смедерево. Один из самых больших храмов Сербии.

## История
Церковь построена в 1850—1854 годах под руководством Андрея Дамьянова из Велеса по проекту инженера Яна Неводы. Освящена на праздник святого Андрея (30 ноября [13 декабря] ) 1855 года во имя святого великомученика Георгия Победоносца. Освящение совершил митрополит Белградский Петр (Йованович).
Во время Первой мировой войны церковь получила тяжёлые повреждения, а работы по её восстановлению продолжались до 1937 года. В 1934 году вместо старого деревянного иконостаса был установлен новый из белого мрамора, работы белградского каменотёса Евгения Лацовича. Иконы для иконостаса и фрески храма выполнил русский художник Андрей Васильевич Биценко.
В 1990—2005 годах проведён капитальный ремонт храма: фасад был заново оштукатурен, крыша покрыта медными листами, проведена очистка и консервация живописи.

## Архитектура
Храм построен по образцу церкви монастыря Манасия. Внутреннее пространство разделено на алтарь, наос и притвор. Прямоугольный наос имеет три нефа, которые разделены двумя рядами массивных круглых колонн. С восточной стороны расположены три полигональные апсиды: центральная алтарная и две меньшие боковые. На северной и южной стене расположены хоровые апсиды. С западной стороны пристроена массивная барочная колокольня. Длина храма составляет 31,80 м, ширина — 17,10 м, высота — 50,65 м.

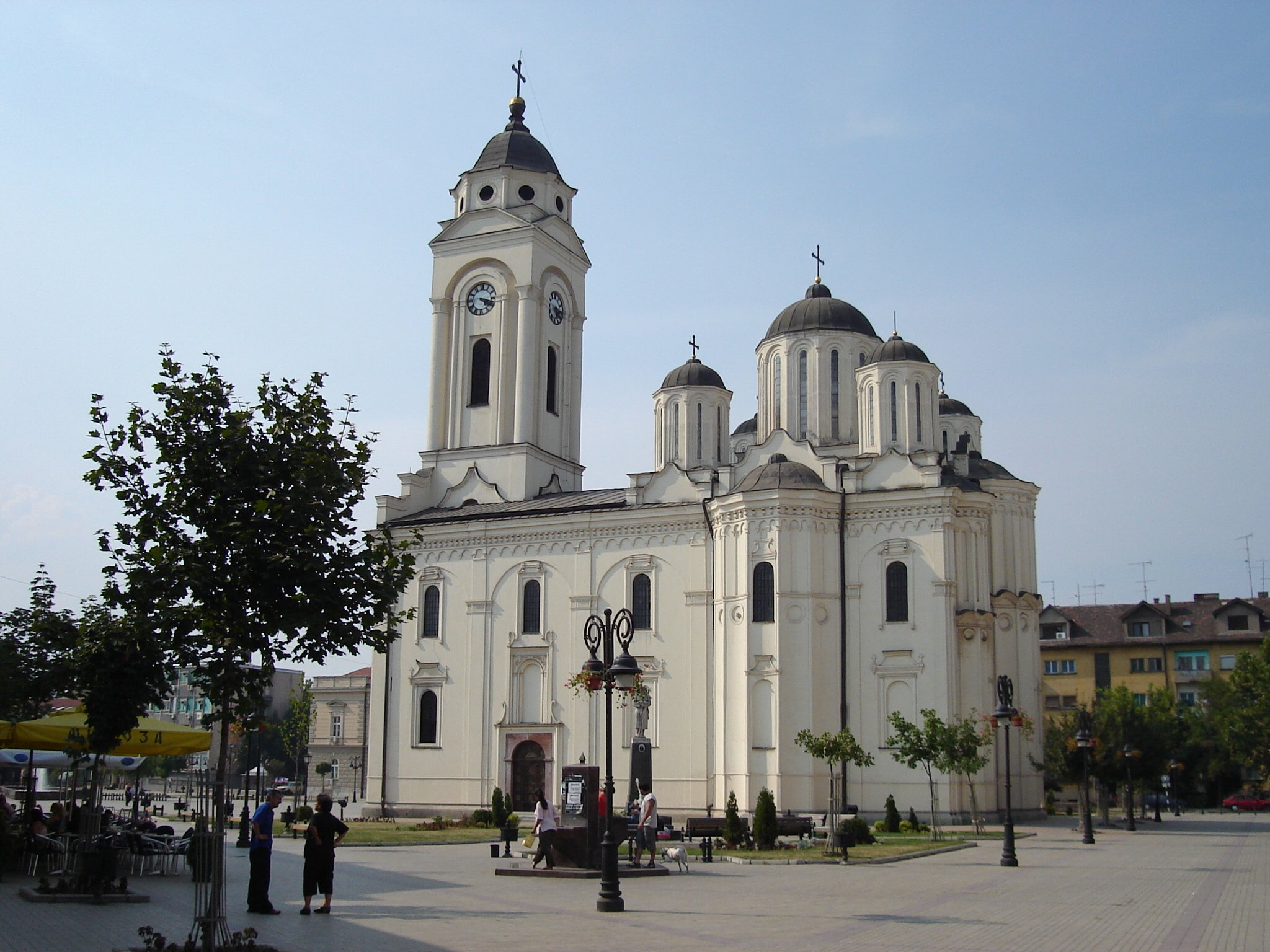
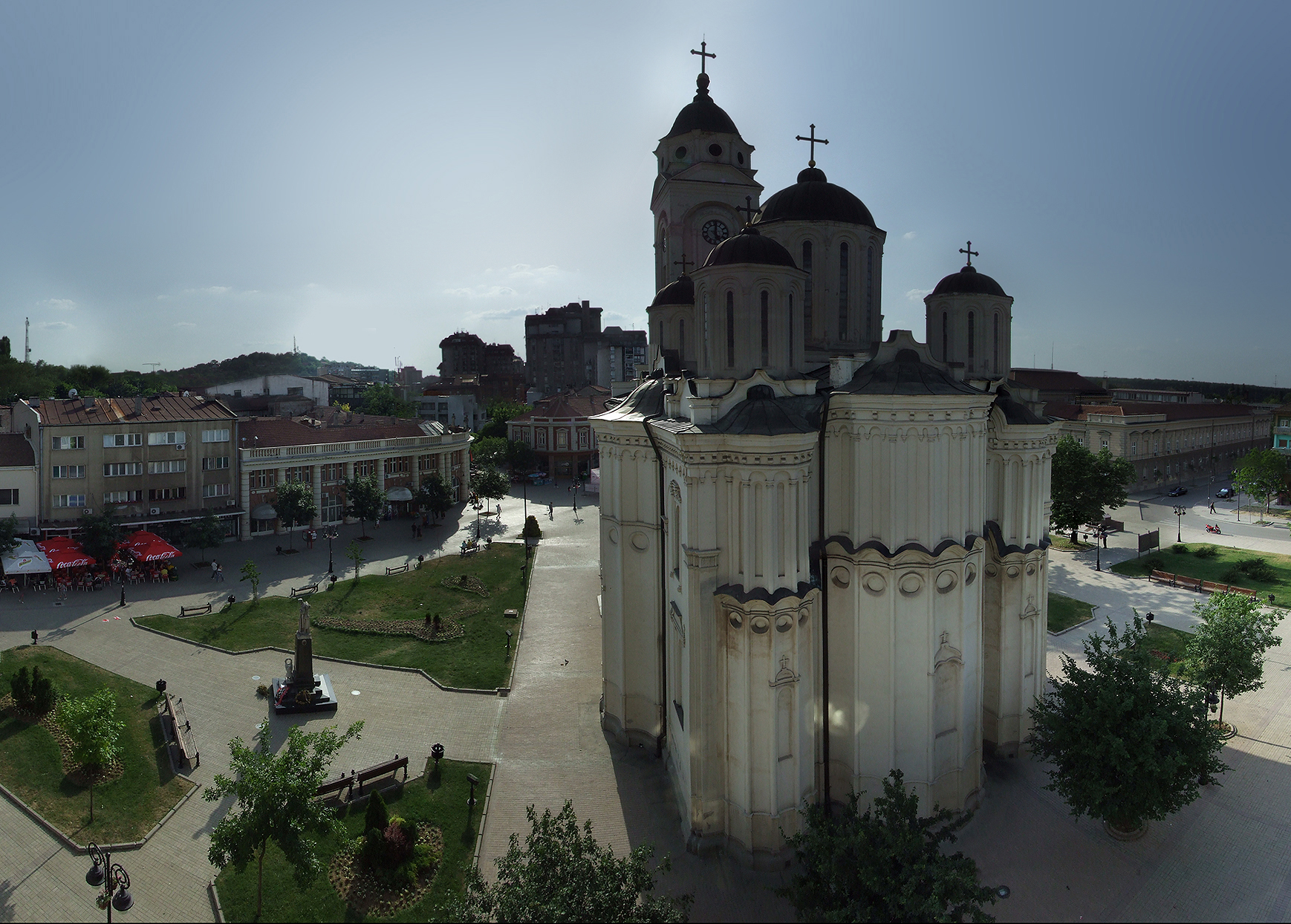
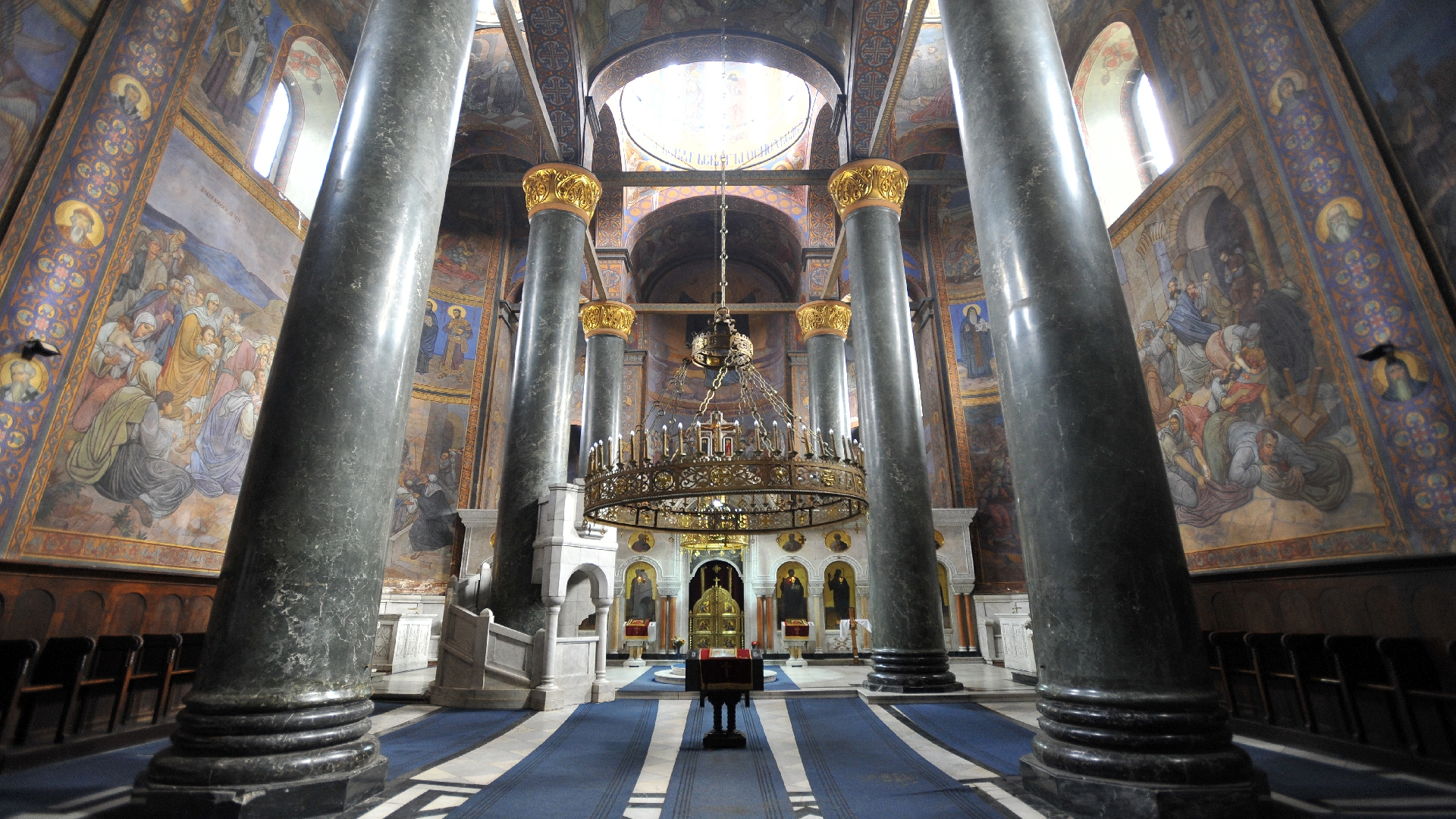
Интерьер